# X-33試驗機

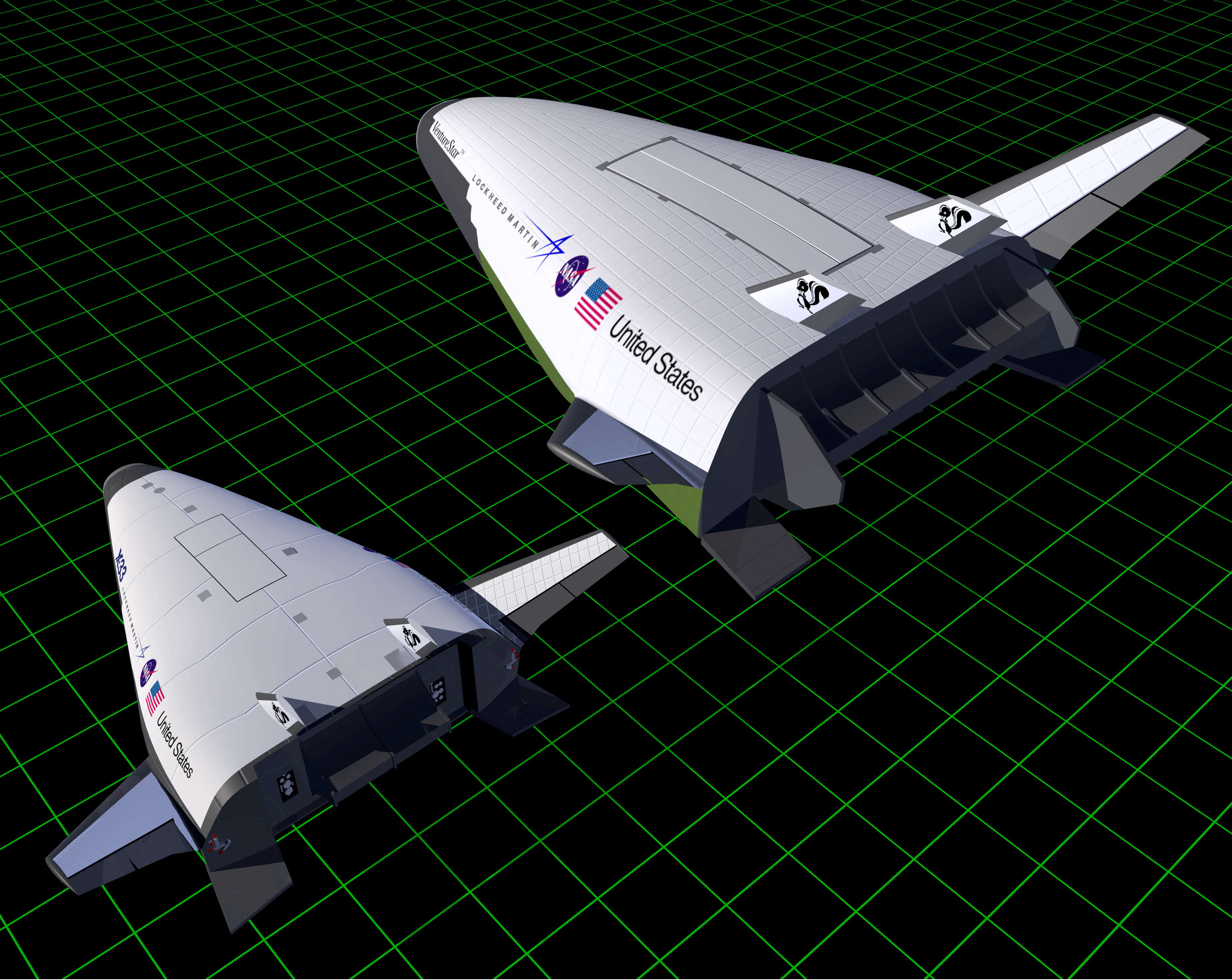
X33和冒險之星體積比較圖

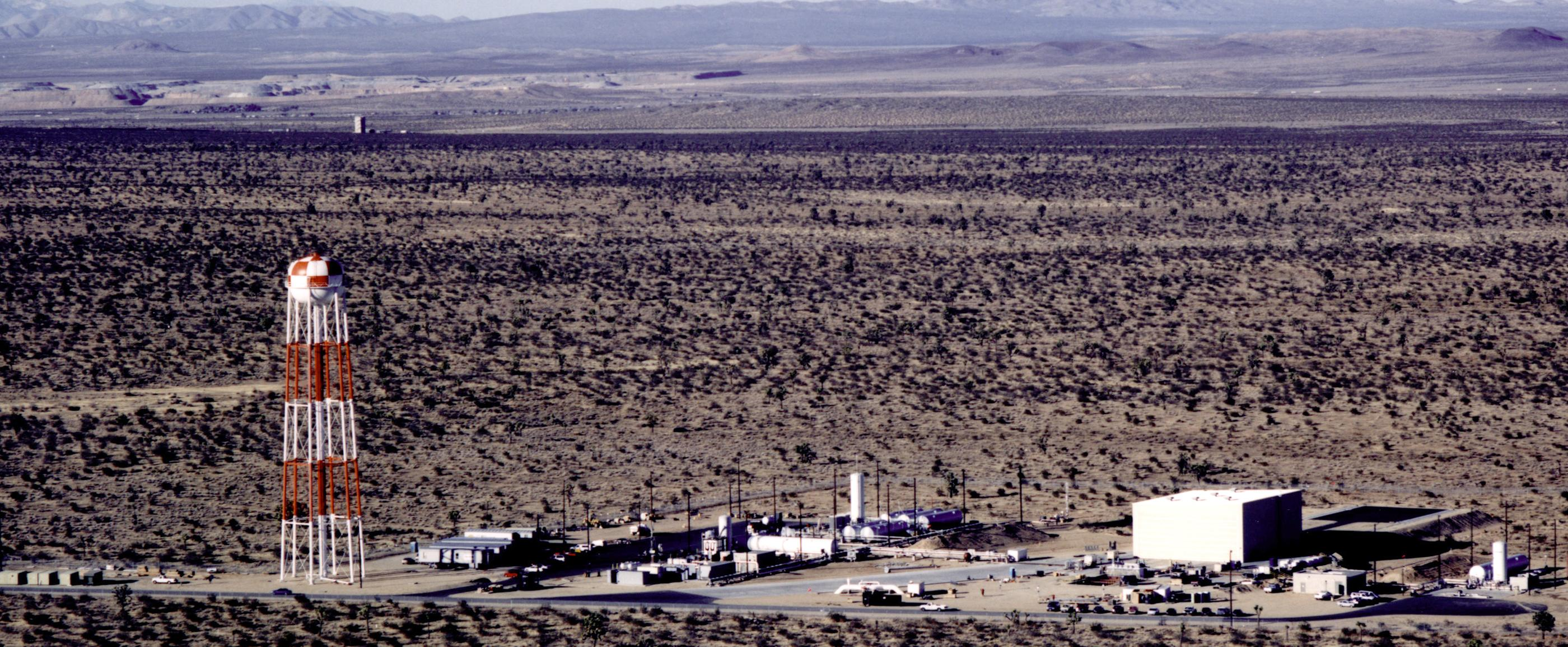
艾德華空軍基地的X-33試驗場，現已關閉

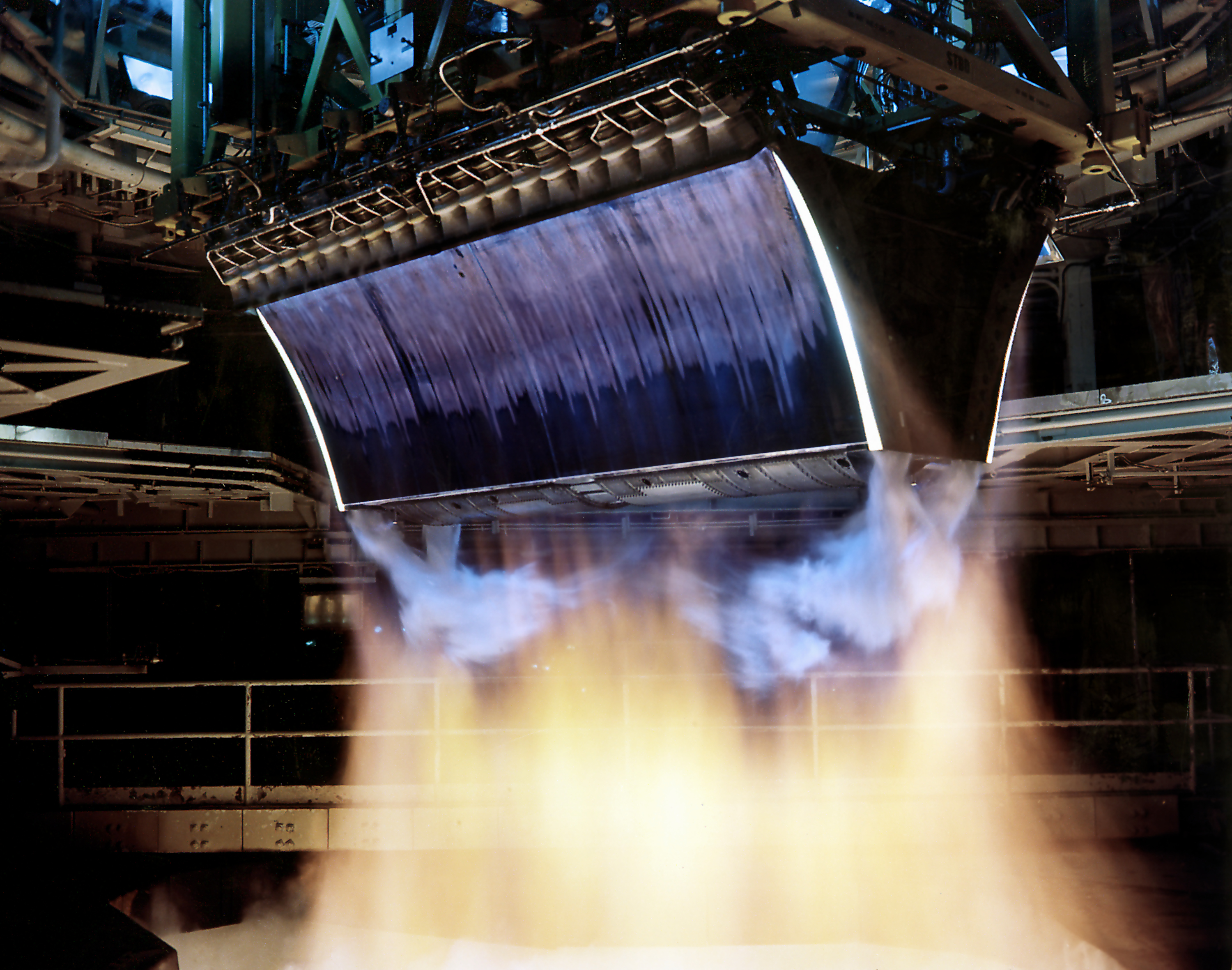
線性氣尖引擎測試

X-33是一種無人操縱的小型化冒險之星試驗機，原本X-33計畫成為下一世代的可重複使用的發射系統，但是後來因為所需新技術的開發失敗，最後計劃於2001年中止。

## 設計
X-33 由洛克希德.马丁公司著名的“臭鼬工廠”研制，它是无人驾驶單級入軌可重复使用航天运载飞行器“冒险星”的 1/2 比例的原型机，机长 20.29 米，机高 5.88 米，翼展 22.06 米。
X-33 采用垂直起飞方式，亚轨道飞行，能在飞行跑道上着陆。X-33的 动力采用一台波音公司特别开发的 J2S 火箭发动机，其余部件也是包含了诸多高科技元素。2001 年3月，同样由于存在诸多难以突破的技术难关（如線性氣尖引擎，linear aerospike engine），NASA 取消了已经耗资了 13 亿美元的 X-33 项目。

### 技术指标
- 长度: 69英尺（21）
- 宽度: 77英尺（23）
- 起飞重量: 285,000英磅（129,000）
- 燃料: 液氢液氧
- 燃料重量: 210,000英磅（95,000）
- 主推进器: 2台 XRS-2200 线性气尖引擎
- 起飞推力: 410,000英磅力（1,800,000牛頓）
- 最大速度: 大于13马赫 (16,000 km/h)

## 計畫終止
計劃被取消時；兩台原型機已完成約85％與96％的組裝部件和發射設施已經100％完成，但是美國太空總署於2001年，經過長期的研發依然無法解決一系列技術難題，包括飛行不穩定和多餘的重量。
特別是複合液氫燃料箱在1999年11月試驗失敗。該燃料箱依照蜂窩複合牆體內部結建造，以減少其重量。燃料箱需要的必要的技術工藝展示為單級到軌運行。甲氫燃料箱的工程品質要求空油箱必須是加滿油時重量的10％。這將允許載具飛往低地球軌道，而不需要進行連串的助推器調整和外掛燃料箱。但是，試驗台上加油和壓力測試失敗，美國太空總署得出結論，該技術還需很長時間才能完成。雖然複合罐壁本身較輕，但是氫氣罐形狀複雜的鋁關節導致總質量的增加。
新機研發中所需的一些新技術除了「複合式材料的燃料槽」之外「金屬隔熱外覆」和「線性氣尖引擎」等也都失敗，同時也讓太空總署及洛克希德退而使用現有已具成熟性的「鋁質燃料槽」及「傳統火箭發動機」技術，當然此種科技倒退無法達成單級可重複上太空的目標，一直到後來計畫終止都沒有成功。
項目取消前美國太空總署已投資9.22億美元、洛克希德馬丁公司投資3.57億美元。由於太空發射業務出現變化，包括企業所面臨的經濟挑戰，如全球星，Teledesic，和銥衛星等等計畫結束以及由此產生的商業衛星發射數量下降預期，洛克希德馬丁認為，繼續單獨發展X-33沒有政府的支持將不會有盈利，因此終止。

## 後續
在2001年取消計畫後，工程師們已經能夠做出碳纖維複合材料的液氧罐。
2004年9月7日，諾斯羅普格魯曼公司和美國航空航天局的工程師公佈了碳纖維複合材料液氫罐，已證明有能力重複使用和模擬發射週期。諾斯羅普格魯門公司認為，這些成功的測試能開發和精緻化新的製造工藝，使該公司建造大型高壓複合罐，以及設計和工程開發適形油箱使用於單級軌道載具。
洛克希德馬丁公司正在測試一種新的1/5模型火箭達到此種功能和設計，現在僅僅作為一種稱為“太空可重複使用運載火箭”的專案在研發。兩次測試都在新墨西哥州暗中進行。2007年12月19日完整的吊掛降落測試，而2008年8月12日卻發生12.5秒飛行後墜毀的失敗。第三個測試2009年10月10日結果成功。

## 外部連結
- X-33 History Project page on NASA.gov （页面存档备份，存于）